# Aeshna umbrosa
Aeshna umbrosa – gatunek ważki z rodziny żagnicowatych (Aeshnidae). Występuje na terenie Ameryki Północnej.